# Nightingales and Bombers
Albums de Manfred Mann's Earth Band
The Good Earth
(1974) The Roaring Silence
(1976)
Singles
1. Spirits in the Night
Sortie : 25 juillet 1975

Nightingales and Bombers est le sixième album studio du groupe de rock progressif britannique Manfred Mann's Earth Band. Il est commercialisé, sur le label Bronze Records, le 22 août 1975 et est produit par le groupe.

## Historique
Comme ses deux prédécesseurs, il est enregistré dans les studios londoniens The Worhouse, Old Kent Road, pendant le printemps 1975, produit par le groupe et mixé aux Studios IBC, également à Londres.
Son titre est inspiré par l'enregistrement du chant du rossignol (nightingale en anglais) faite par un ornithologiste dans le Surrey pendant la Seconde Guerre mondiale. Fortuitement un vol de bombardiers (bombers), passant au même moment, est enregistré sur la bande. On peut entendre cet enregistrement à la fin du titre As Above, So Below.
Si cet album n'est pas des plus célèbres de l'année 1975 (120e place du Billboard 200), ce n'est pas un échec non plus, grâce, entre autres à la reprise de la chanson "Spirits in the Night" écrite par un certain Bruce Springsteen et qui est l'objet de l'unique single tiré de l'album. Le groupe fit son entrée dans les charts allemands (49e place), néerlandais (20e place) et norvégiens (10e place).

## Liste des titres
Face 1
| No | Titre                | Auteur                               | Durée |
| -- | -------------------- | ------------------------------------ | ----- |
| 1. | Spirits in the Night | Bruce Springsteen                    | 6:29  |
| 2. | Countdown            | Manfred Mann                         | 3:06  |
| 3. | Time Is Right        | Mann, Chris Slade,Mick Rogers        | 6:30  |
| 4. | Crossfade            | Mann, Slade, Rogers, Colin Pattenden | 3:39  |

Face 2
| No | Titre                              | Auteur                         | Durée |
| -- | ---------------------------------- | ------------------------------ | ----- |
| 5. | Visionnary Mountains               | Joan Armatrading, Pam Nestor   | 5:42  |
| 6. | Nightingales and Bombers           | Rogers                         | 4:52  |
| 7. | Fat Nelly                          | Mann, Peter Thomas             | 3:20  |
| 8. | As Above So Belove (Recorded Live) | Mann, Slade, Rogers, Pattenden | 4:15  |

Titres bonus de la réedition 1999
| No  | Titre                                                           | Auteur      | Durée |
| --- | --------------------------------------------------------------- | ----------- | ----- |
| 9.  | Quit Your Low Down Ways (figurait sur la version US de l'album) | Bob Dylan   | 3:26  |
| 10. | Spirits in the Night (Single version)                           | Springsteen | 3:17  |

## Musiciens
Manfred Mann's Earth Band
- Manfred Mann - claviers, synthétiseurs
- Mick Rogers - guitares, chant
- Colin Pattenden - basse
- Chris Slade - batterie, percussions

Musiciens additionnels
- David Millman: violon alto
- Chris Warren: violon
- Nigel Warren, Graham Elliot & David Boswell-Brown: violoncelle
- Ruby James, Doreen Chanter & Martha Smith: chœurs

## Charts

### Album
| Pays       | Durée du classement | Meilleur classement |
| ---------- | ------------------- | ------------------- |
| Allemagne  | 1 semaine           | 49e                 |
| États-Unis | 10 semaines         | 120e                |
| Norvège    | 5 semaines          | 10e                 |
| Pays-Bas   | 1 semaines          | 20e                 |

### Single
| Année | Single                                | Chart       | Durée du classement | Position |
| ----- | ------------------------------------- | ----------- | ------------------- | -------- |
| 1975  | "Spirits in the Night"                | Mega Top 50 | 5 semaines          | 10e      |
| 1977  | "Spirits in the Night" (version 1977) | Hot 100     | 11 semaines         | 40e      |